# Anne Spiegel
Anne Spiegel (Leimen, 15 december 1980) is een Duits politica van de partij Die Grünen (De Groenen).
Van mei 2016 tot mei 2021 was Spiegel minister van Gezin, Vrouwen, Jeugd, Integratie en Consumentenbescherming van de deelstaat Rheinland Pfalz en vanaf januari 2021 was zij ook minister van Milieu, Energie, Voeding en Bosbouw. Van mei 2021 tot aan haar benoeming als bondsminister op 8 december 2021 was ze minister in de deelstaatregering op het nieuwe ministerie voor Klimaatbescherming, Milieu, Energie en Mobiliteit en vice-premier van de deelstaat Rheinland Pfalz. Na de landelijke verkiezingen van 2021 werd ze minister van Gezinszaken, Senioren, Vrouwen en Jeugd in het kabinet Scholz. Op 11 april 2022 nam ze ontslag. Dit in verband met haar vakantie tijdens de watersnood.

## Opleiding, loopbaan en gezin
De grootmoeder aan de moederskant van Anne Spiegel komt uit Sicilië, een grootvader uit Roemenië. Spiegel groeide op in Speyer en Ludwigshafen am Rhein, ging daar naar de Albert Schweitzer Elementary School en behaalde in 2000 haar gymnasiumdiploma aan het Heinrich Böll gymnasium. Daarna studeerde ze tot 2007 politiek, filosofie en psychologie aan de Technische Universiteit Darmstadt, de Johannes Gutenberg Universiteit, de Universiteit van Mannheim en de Universiteit van Salamanca in Spanje. In het voorjaar van 2007 studeerde ze af als Master of Arts aan de Universiteit van Mainz met een major in politieke wetenschappen en minors in filosofie en psychologie.
Na haar afstuderen heeft ze een jaar gebruikt om meer van de wereld te zien. Van 2008 tot 2010 werkte Spiegel als taaltrainer bij Berlitz in Mainz, Mannheim en Heidelberg.

## Persoonlijk
Spiegel is getrouwd met een Schotse man en samen hebben ze vier kinderen. Ze is vegetariër.

## Politieke carrière
Van 1999 tot 2002 was Spiegel lid van het regionale bestuur van de jongerenorganisatie van de Grünen (de Groene Jeugd) in Rijnland-Palts, waarvan twee jaar als woordvoerster van het bestuur. Daarna was ze tot 2004 lid van het federaal bestuur van de Groene Jeugd. In 2005 was Anne Spiegel de eerste Duitse jongerenafgevaardigde bij de Verenigde Naties . In het najaar van 2005 vertegenwoordigde zij de jongeren uit de Bondsrepubliek Duitsland op de Algemene Vergadering van de Verenigde Naties. In november 2019 werd Spiegel gekozen in de partijraad van Bündnis 90/Die Grünen. Ze kreeg 64 procent van de stemmen en versloeg verschillende kandidaten. Spiegel behoort tot de linkervleugel van haar partij.

## Politiek in Rheinland Pfalz
Bij de deelstaatverkiezingen in Rijnland-Palts in 2006 was ze de kandidaat in het kiesdistrict Ludwigshafen am Rhein II en nummer 7 op de Bündnis 90/Die Grünen Rheinland-Pfalz-lijst, maar ze kwam niet in het deelstaatparlement omdat de Groenen niet boven de kiesdrempel van vijf procent te komen.
Bij de deelstaatsverkiezingen van 2011 was Spiegel de kandidaat voor de Groenen in het kiesdistrict Speyer. Ze kreeg 17,1% van de stemmen en werd derde achter de CDU- en SPD- kandidaten. Als derde op de kieslijst werd zij een van de 18 Groenen-afgevaardigden in het deelstaatparlement. Ze werd de vicevoorzitter van de fractie van de partij.  Ze was woordvoerder voor vrouwen-, integratie-, migratie- en vluchtelingenbeleid. Van 2014 tot 2016 was Spiegel ook lid van de gemeenteraad van Speyer.
Bij de deelstaatverkiezingen in Rheinland Pfalz in 2016 was ze opnieuw de kandidaat in het kiesdistrict Speyer, waar ze dit keer 10,4  % van de stemmen kreeg. Daarmee behield ze haar plek in het parlement.  Na de verkiezingen is haar partij De Groenen een coalitie aangegaan met de SPD en de FVD. Spiegel werd minister van Gezin, Vrouwen, Jeugd, Integratie en Consumentenbescherming in het tweede kabinet-Dreyer. Hierdoor had ze niet langer zitting in het deelstaatparlement van Rheinland Pfalz.
Bij de deelstaatsverkiezingen van 2021 was Spiegel lijsttrekker voor de Bündnis 90/Die Grünen Rheinland-Pfalz. Ze was ze opnieuw een directe kandidaat in het kiesdistrict Speyer. Haar partij behaalde 9,3 procent bij de verkiezingen, bijna een verdubbeling van het aantal stemmen in vergelijking met 2016. De partijen SPD, Groenen en FDP sloten opnieuw een coalitie.

### Loopbaan als minister van de Deelstaat

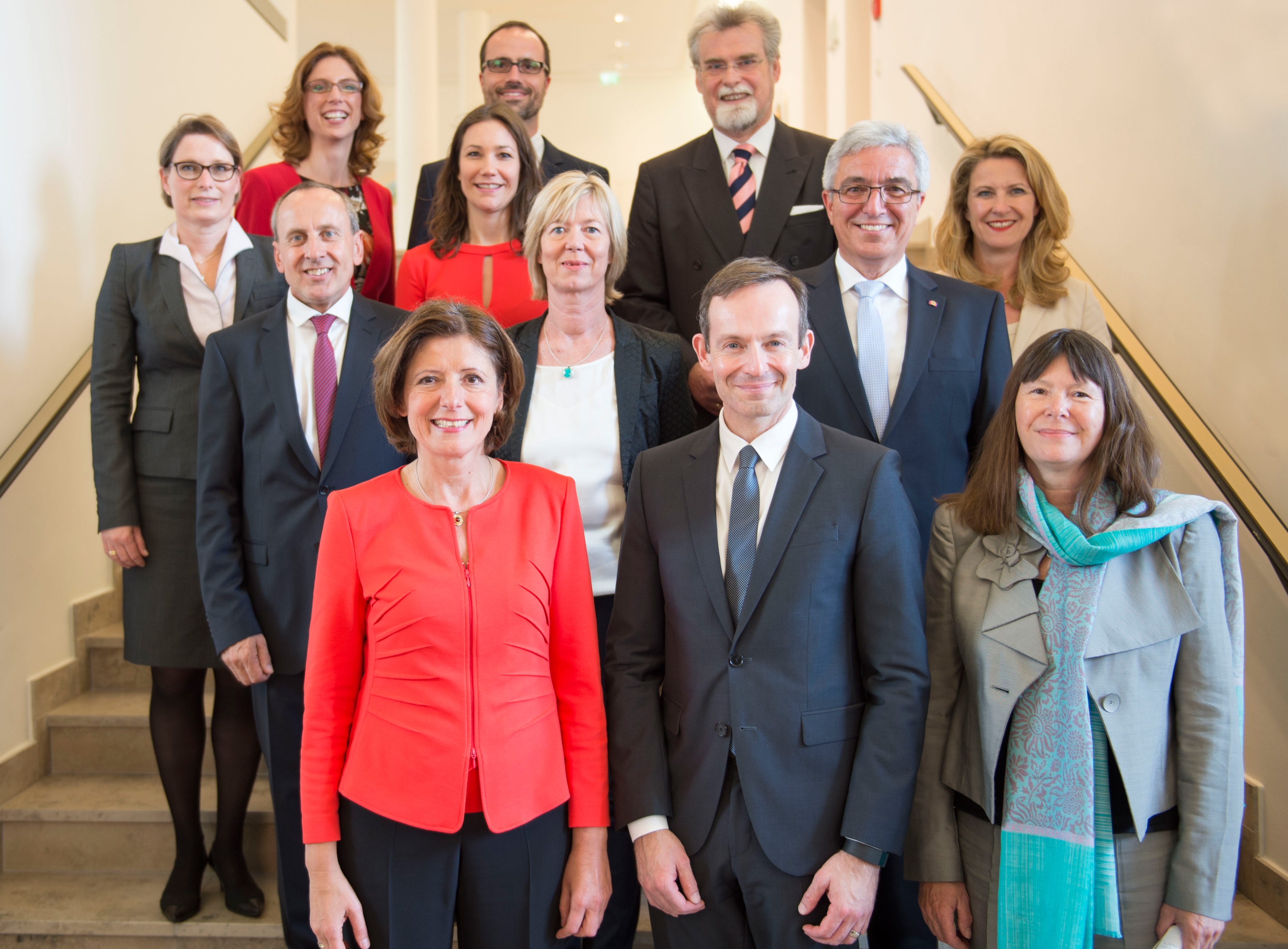
Anne Spiegel als minister van Gezinszaken in het kabinet Dreyer II (2016): Dreyer linksonder, Spiegel direct boven

In 2016 werd Anne Spiegel minister in het kabinet Dreyer II van Gezinszaken, Vrouwen, Jeugdzaken, Integratie en Consumentenbescherming.
Als minister voor Gezinszaken zette Spiegel het werk van haar voorganger Irene Alt voort met het pleiten en campagne te voeren voor het huwelijk tussen personen van het gelijke geslacht. In november 2016 schreef ze een protestbrief aan Norbert Lammert, de toenmalige voorzitter van de Bondsdag. Het initiatief van Spiegel leidde in juni 2017 tot de invoering en goedkeuring van de wet die het huwelijksrecht voor personen van hetzelfde geslacht regelt.
Spiegel werd de eerste minister in Rheinland Pfalz die zwangerschapsverlof nam. Nadat ze in april 2018 was bevallen van haar vierde kind.  Spiegel nam haar baby mee naar de kabinetsvergaderingen.
In 2020 werd haar partijgenoot en minister voor milieu Ulrike Höfken na een schandaal gedwongen om op te stappen. Anne Spiegel nam haar portefeuille over en bleef ook minister van Gezinszaken, Vrouwen, Jeugdzaken, Integratie en Consumentenbescherming.
Na de verkiezingen in 2021 werd de coalitie voortgezet. Spiegel viceminister-president en minister op het nieuwe ministerie voor Klimaatbescherming, Milieu, Energie en Mobiliteit. In deze periode kreeg ze maken met watersnood (waarbij 180 mensen om leven kwamen) op 14 juli 2021 in het Ahrdal. Ze kreeg veel kritiek over haar functioneren. Zo was tijdens de ramp op vakantie in Frankrijk. Spiegel had verklaard dat ze tijdens haar vakantie een kabinetsvergadering had bijgewoond, maar dit bleek achteraf niet waar te zijn.

## In de landelijke politiek
Na de Bondsdagverkiezingen van 2021 vormden, net als in Rheinland Pfalz, de SPD, Grünen en FVD een coalitie. Op 25 november 2021 werd ze door het landelijkbestuur van de Groenen voorgedragen als minister voor Gezinszaken, Senioren, Vrouwen en Jeugd in het kabinet Scholz. Op 8 december 2021 werd Anne Spiegel beëdigd. Een van Spiegels speerpunten was de strijd tegen geweld tegen vrouwen.
In april 2022 berichte Bild Am Sonntag dat Spiegel tien dagen na de ramp op vakantie ging. "Terwijl de mensen in de modder naar doden zochten, reisde zij naar Frankrijk", schreef het blad.
Spiegel kwam nog met excuses, maar het kwam te laat en zij werd gedwongen op te stappen. In de persconferentie gaf ze aan dat ze altijd bereikbaar was geweest en dat het heel moeilijk was geweest om een balans te vinden tussen haar verantwoordelijkheden als minister en als moeder en vrouw van een gezin met vier jonge kinderen en een man die herstellend was van een beroerte.